# Republic of Singapore Navy
Die Marine der Republik Singapur (engl.: Republic of Singapore Navy, abgekürzt RSN) ist die Seestreitmacht der Streitkräfte der Republik Singapur.
Der Stadtstaat Singapur unterhält zum Schutz seiner Seewege eine im Vergleich zur geringen Größe des Landes relativ große Marine mit 5000 Soldaten (davon 1800 Wehrpflichtige) zuzüglich 5000 schnell aktivierbarer Reservisten. Zu den Aufgaben der Marine gehört der Schutz vor Piraterie in der Straße von Malakka.

## Marinebasen
Die RSN betreibt drei Marinestützpunkte (Sembawang Naval Base, Tuas Naval Base und Changi Naval Base). Der ehemalige Stützpunkt Brani Naval Base wurde aufgegeben.

## Organisation
Dem Marineoberkommando unterstehen das Flottenkommando (mit zwei Flottillen), das Kampfschwimmerkommando, Küstenkommando, Logistikkommando und Ausbildungskommando.

## Flotte

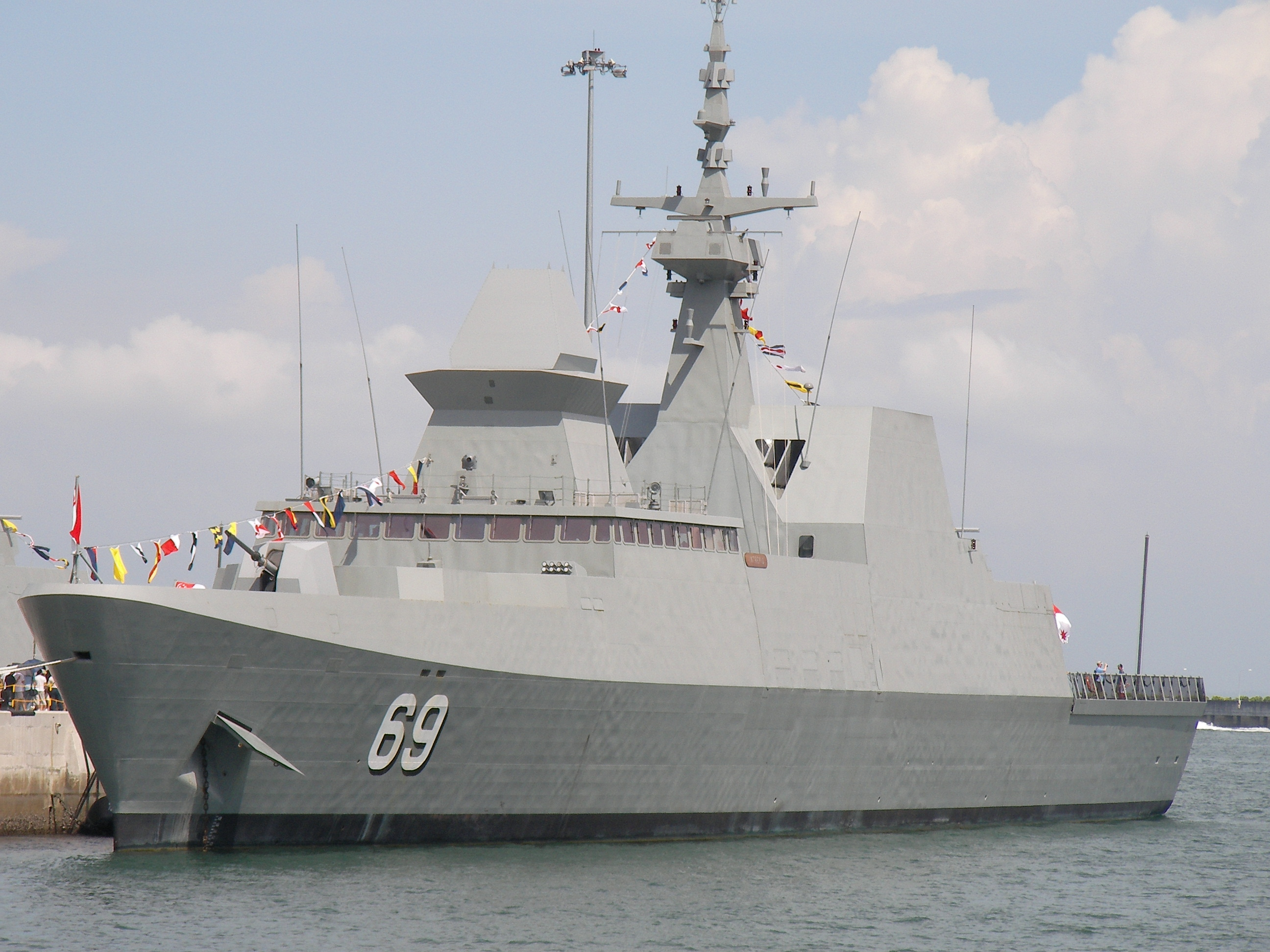
Fregatte RSS Intrepid

Das offizielle Präfix singapurischer Schiffsnamen lautet RSS (Republic of Singapore Ship).
Singapurs Marine verfügt unter anderem über folgende Einheiten:
- 4 U-Boote:
  - 2 Boote der Archer-Klasse
  - 2 Boote der Invincible-Klasse (weitere 2 in Erprobung und 2 geplant)
- 6 Fregatten der Formidable-Klasse
- 6 Korvetten der Victory-Klasse
- 18 Schnellboote:
  - 8 Boote der Independence-Klasse
  - 10 Boote der Fearless-Klasse
- 4 Minenräumboote der Bedko-Klasse
- 4 Landungsschiffe der Endurance-Klasse
- ein U-Boot-Rettungsschiff (Swift Rescue) und ein Trainingsschiff (Avatar).